# Poľanovce
Poľanovce (deutsch Polanowitz oder Polanowetz, ungarisch Polyánfalu – bis 1907 Polyanóc) ist eine Gemeinde im Osten der Slowakei mit 160 Einwohnern (Stand 31. Dezember 2024) und gehört zum Okres Levoča, einem Kreis des Prešovský kraj, sowie zur traditionellen Landschaft Zips.

## Geografie

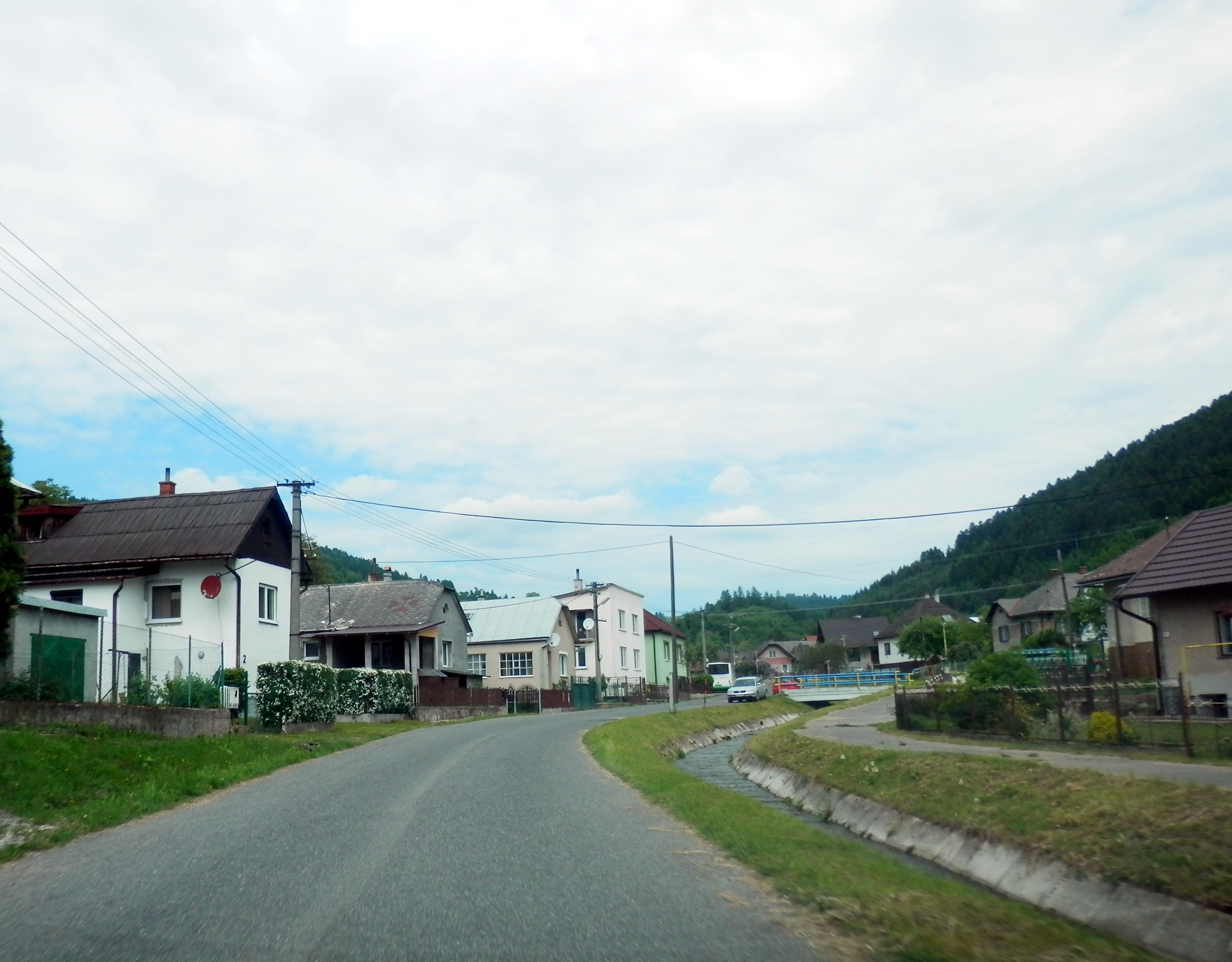
Hauptstraße von Poľanovce

Die Gemeinde befindet sich am Übergang vom Talkessel Hornádska kotlina in das östlich gelegene Branisko-Gebirge, unterhalb des gleichnamigen Passes. Nordwestlich des Ortes erheben sich die Leutschauer Berge. Im Braniskogebirge gibt es eine Karsthöhle namens Diablova diera (wörtlich „Teufelsloch“). Das Ortszentrum liegt auf einer Höhe von 570 m n.m. und ist achteinhalb Kilometer von Spišské Podhradie sowie 23 Kilometer von Levoča entfernt.
Nachbargemeinden sind Vyšný Slavkov im Norden, kurz Lipovce im Nordosten, Šindliar im Osten, Korytné im Süden, Pongrácovce im Westen und Bijacovce im Nordwesten.

## Geschichte

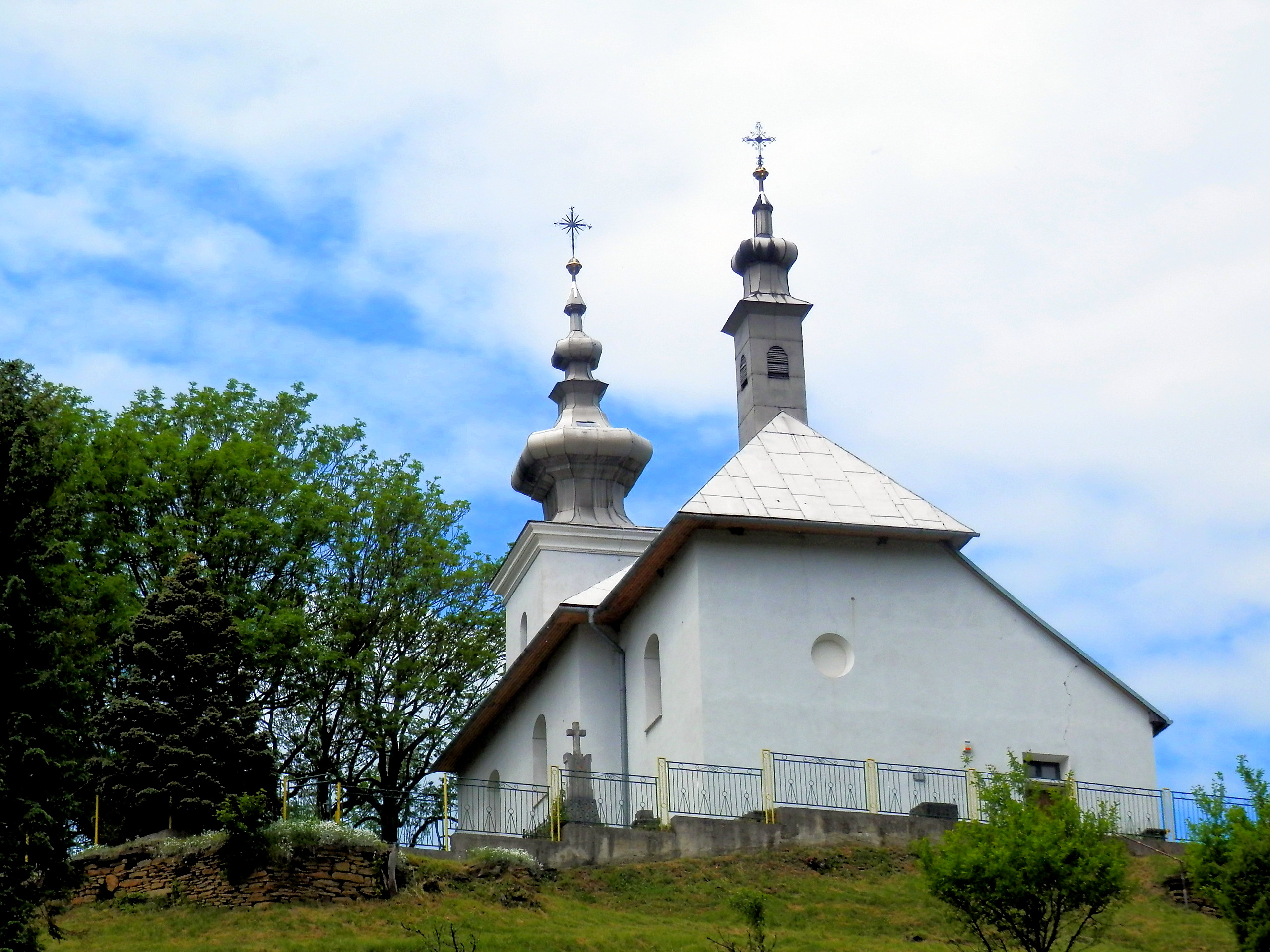
Kirche in Poľanovce

Poľanovce wurde zum ersten Mal 1270 als Polank schriftlich erwähnt, als ein gewisser Fiók, Sohn von Uros, das Dorf durch einen Tauschakt Stephans V. gegen den Turm der Zipser Burg erhielt. Weitere historische Namen sind Babarete (1321), Polyank oder Babarethy (1352), Polanka oder Babarethe (1429), Polanowetz (1787) und Polanowce (1808). Das Dorf war Besitz mehrerer niederadeliger Familien, wie z. B. Jancsy und Almássy im 18. Jahrhundert. 1787 hatte die Ortschaft 36 Häuser und 305 Einwohner, 1828 zählte man 55 Häuser und 397 Einwohner, die als Fuhrmänner, Köhler und Landwirte beschäftigt waren.
Bis 1918 gehörte der im Komitat Zips liegende Ort zum Königreich Ungarn und kam danach zur Tschechoslowakei beziehungsweise heute Slowakei.

## Bevölkerung
| Jahr                | 1994 | 2004     | 2014    | 2024    |
| ------------------- | ---- | -------- | ------- | ------- |
| Anzahl der Personen | 307  | 175      | 172     | 160     |
| Unterschied         |      | −42,99 % | −1,71 % | −6,97 % |

| Jahr                | 2023 | 2024 |
| ------------------- | ---- | ---- |
| Anzahl der Personen | 160  | 160  |
| Unterschied         |      | +0 % |

Gemäß der Volkszählung 2011 wohnten in Poľanovce 182 Einwohner, davon 176 Slowaken. Sechs Einwohner machten keine Angabe zur Ethnie.
167 Einwohner bekannten sich zur römisch-katholischen Kirche, vier Einwohner zur orthodoxen Kirche sowie jeweils ein Einwohner zur Evangelischen Kirche A. B. und zur griechisch-katholischen Kirche. Drei Einwohner waren konfessionslos und bei sechs Einwohnern wurde die Konfession nicht ermittelt.

## Bauwerke
- römisch-katholische Kirche Mariä Himmelfahrt, auf gotischen Fundamenten gebaut, der Turm wurde Ende des 17. Jahrhunderts hinzugefügt